# Forcarei
Forcarei ist eine galicische Gemeinde in der Provinz Pontevedra im Nordwesten Spaniens mit 3.127 Einwohnern (Stand: 2024). 

## Bevölkerungsentwicklung der Gemeinde
Legende: Forcarey___Forcarei

## Gemeindegliederung
Die Gemeinde Forcarei ist in 13 Parroquias gegliedert:
| Parroquias                  | Patrozinium          | Einwohner 2024 | Fläche km² | Dichte Einw./km² | Höhe msnm | Ortskennzahl |
| --------------------------- | -------------------- | -------------- | ---------- | ---------------- | --------- | ------------ |
| Aciveiro                    | Santa María          | 245            | 20,51      | 12               | 711       | 36018010000  |
| Castrelo                    | Santa Mariña         | 71             | 9,52       | 7                | 566       | 36018020000  |
| Dúas Igrexas                | Santa María          | 262            | 11,44      | 23               | 554       | 36018030000  |
| Forcarei                    | San Martiño          | 774            | 14,33      | 54               | 579       | 36018040000  |
| A Madanela de Montes        | Santa María Madanela | 528            | 13,98      | 38               | 0         | 36018050000  |
| Meavía                      | San Xoán             | 185            | 15,25      | 12               | 564       | 36018060000  |
| Millarada                   | San Amedio           | 349            | 29,01      | 12               | 608       | 36018070000  |
| Pardesoa                    | Santiago             | 149            | 13,99      | 11               | 615       | 36018080000  |
| Pereira                     | San Bartolomeu       | 120            | 7,60       | 16               | 656       | 36018090000  |
| Quintillán                  | San Pedro            | 148            | 9,90       | 15               | 562       | 36018120000  |
| San Miguel de Presqueiras   | San Miguel           | 148            | 6,29       | 24               | 0         | 36018100000  |
| Santa Mariña de Presqueiras | Santa Mariña         | 126            | 12,62      | 10               | 0         | 36018110000  |
| Ventoxo                     | San Nicolao          | 81             | 3,92       | 21               | 614       | 36018130000  |

## Wirtschaft
| Ackerbau, Viehzucht und Fischerei                                                  | 0128  | 011,25 |
| Industrie                                                                          | 0259  | 022,76 |
| Bauwirtschaft                                                                      | 0124  | 010,90 |
| Dienstleistungsbetriebe                                                            | 0627  | 055,10 |
| Total                                                                              | 1.138 | 100,00 |
| * Daten aus dem Statistischen Amt für Wirtschaftliche Entwicklung in Galicien, IGE |       |        |